# Łowcy Miodu
Łowcy miodu (ang. Honey Hunters) – polski film dokumentalny z 2016 roku w reżyserii Krystiana Matyska. Producentką filmu jest Dorota Roszkowska, Arkana. To pierwszy polski film o pszczołach, zdobywca "Zielonego Oscara".
Premiera filmu odbyła się 22 kwietnia 2016. Film porusza tematykę związaną z tradycjami bartnictwa – jego odrodzeniu; opowiada o życiu pszczół oraz miejskiej wersji pszczelarstwa.
Film otrzymał wiele nagród filmowych, w tym: Panda Awards w kategorii People and Nature na festiwalu Wildscreen Festival w Bristolu, III nagrodę na Międzynarodowym Festiwalu Filmów Ekologicznych im. Macieja Łukowskiego „Ekofilm” w Nowogardzie, Nagrodę Publiczności w przeglądzie DOC+ SCIENCE na Krakowskim Festiwalu Filmowym w 2016 roku oraz Srebrny Medal na Festiwalu w Nowym Jorku w 2018 roku.